# Libertia pulchella
Libertia pulchella  (лат.) — вид цветковых растений рода Либертия (лат. Libertia) семейства Ирисовые, или Касатиковые (лат. Iridaceae). 

## Ботаническое описание
Многолетнее травянистое растение. Над линейными листьями поднимается цветонос, несущий 3—6 кремовых цветков.

## Распространение
Родом из Папуа-Новой Гвинеи, Новой Зеландии и Австралии, где произрастает в Новом Южном Уэльсе, Виктории и Тасмании. 

## Синонимика
- Libertia laurencei Hook.f.
- Libertia micrantha A.Cunn.
- Libertia pulchella var. laurencei (Hook.f.) Domin
- Libertia pulchella var. pygmaea D.I.Morris
- Nematostigma pulchellum (R.Br.) A.Dietr.
- Renealmia pulchella R.Br.
- Sisyrinchium pulchellum R.Br.
- Sisyrinchium pulchellum (R.Br.) R.Br. ex F.Muell.
- Tekel micrantha (A.Cunn.) Kuntze
- Tekel pulchella (R.Br.) Kuntze[4]